# フードハンター双雷伝
『フードハンター双雷伝』（フードハンターそうらいでん）は、小川悦司の漫画。同作者の作品『中華一番!』と同じ時代の中国を舞台にしており、『中華一番!』の登場人物もわずかだが登場する。原案協力としてこの作品の前に連載されていた『ジパング宝王伝』の原作者である小笹和俊の名前が表記されている。『ジパング宝王伝』より一世代前の物語であり、この後に連載された姉妹作品の『幕末双雷伝』はこの作品より過去に遡った物語である。

## 作品概要
はじめは『マガジンSPECIAL』に連載されていたが後に『週刊少年マガジン』に移動。コミックスは全五巻。『中華一番!』と同じく中国大陸を舞台にしているが、作中には様々な秘境や珍獣、食材が登場し、よりスケールの大きな作品となっている。

## ストーリー
世界中のありとあらゆる食材が集まる中国・上海。それを影で支える最強のフードハンターコンビ「裸足の雷鳳」と「ダマスカスの雷蔵」、そして彼らに弟子入りした見習いフードハンターの翔子が秘境を探索し、あらゆる難関を突破して食材を獲得していく料理冒険漫画。

## 登場キャラクター
司馬 雷鳳（しば らいほう）
上海出身。茶髪で小柄な洋装の青年。女好きでエロ本を愛読し、ヘビースモーカーで大酒のみ。一見するとだらしのない男にしか見えないが、その正体は相棒の雷蔵とともに幾多の食材を獲得してきた上海最強のフードハンター。「裸足の雷鳳」の異名を持ち、「騎竜脚（きりゅうきゃく）」という秘術を使って強化された脚力は、壁や水上すらも移動可能。実家の司馬家は有名なトレジャーハンター一族。
響 雷蔵（ひびき らいぞう）
日本人。雷鳳とは対称的に大柄な青年。通称「ダマスカスの雷蔵」。その名の示す通り、脅威の切れ味と弾力を持つ古代シリアの宝剣「ダマスカス」を自在に操る凄腕の剣士。過去には「牙狼」と恐れられた人斬りだったこともある。真面目で少々堅い性格のため、奔放な性格の雷鳳に振り回されることも多い。翔子に好意を寄せている。大食漢。
乾 翔子（いぬい しょうこ）
日本人。父の五郎と共に日本そばを広めるために中国へ渡ってきた。フードハンター志望で、雷鳳と雷蔵に弟子入りする。おおらかで楽天的な性格。父のそばを大陸の食材で彩るのが夢。雷鳳と雷蔵のフードハントに同行しつつ、朝早くから雷鳳たちの店「雷雷堂」と父の「とびそば」両方の手伝いをするなど、体力は父五郎のお墨付き。
楽太郎（らくたろう）
おそらく雷鳳たちが飼っている猫。翔子に一番なついている。
乾 五郎（いぬい ごろう）
翔子の父。大陸に日本そばを広めるために娘とともに海を渡り、上海に「とびそば」を開いた。はじめは雷鳳たちに良い印象を持っていなかったが、命を救われてからは二人を見直すようになった。
史進（ししん）
新都市上海においては数少ない老舗「少華山（しょうかざん）」の料理人。五郎と翔子が上海で「とびそば」を開店する際に世話になった恩人でもある。雷鳳らの協力を得て師の仇討ちを果たして以来、度々彼らに料理人としての立場からサポートを行う。
皇雲（こううん）
黄浦（こうほ）市場を取り締まるために派遣された「都察院（とさついん）」の若き監察官。フードハンターを市場の秩序を乱す存在として敵視し、雷鳳と雷蔵を陥れようとする。「ダマスカスリング」という武器を手首に巻いているが、作中使用することがないため詳細は不明。
白 桃華（はく とうか）
亡き父の夢と桃園を受け継ぎ、絶滅したとされる幻の桃「崑崙水蜜桃（こんろんすいみつとう）」を復活させるため奮闘している働き者の女性。県城より桃の栽培のための助成金を得てからは、桃を使ったデザートを研究するため史進の店に出入りしている。弟が一人いる。
紅 水蓮（こう すいれん）
名門・紅家の娘で、県城主催の美女コンテストで何度も優勝するほど容姿端麗。「美しくなるために食べる」と豪語し美容食材の摂取に余念がない。高慢でわがままな性格だが、実は恋に一途な面も持つ。蕎麦アレルギーである。
久我 晴明（くがの せいめい）
日本人。雷鳳と雷蔵の師であり、「地界公」と呼ばれる最強のフードハンター。「雷雷堂」の前身である「白日堂」の主。自身の正統後継者に雷鳳と雷蔵を選ぶが、反発した王倫と呉用に致命傷を負わされ、現在は「雷雷堂」の心臓部「気根室」でかろうじて命をつなぎとめている状態。
王倫（おうりん）
雷鳳と雷蔵の兄弟子。通称「鷲王（しゅうおう）」。呉用とともに師である久我晴明にそむき、重症を負わせ仮死状態に追い込んだのち、国家直属のフードハンターとして「永久食材」探索の任についている。
呉用（ごよう）
雷鳳と雷蔵の兄弟子。通称「鷹公（ようこう）」。王倫と同じく国家のフードハンターとして西太后の命で「永久食材」を追い求めていた。しかしその真の野望は「永久食材」を自ら手にし、死者すらも蘇らせるというその強大な力によって国家を支配することである。

## ジパング宝王伝
『フードハンター双雷伝』より以前に連載されていた、同作の前身ともいうべき作品。単行本は全二巻だが作者急病による連載中断で物語は未完のままとなっている。舞台は明治の長崎、帝都からやってきた雷蔵の息子「響 鳶雄（ひびき とびお）」が父の形見のダマスカスを携え、「司馬 雛子（しば ひなこ）」をはじめとする雷鳳の子供たち司馬家の面々とトレジャーハントをするというストーリー。

## 幕末双雷伝
『フードハンター双雷伝』の後に発表された作品。全三巻。師の使いで日本を訪れた雷鳳と人斬り時代の雷蔵の出会いが描かれる。作品には作者の小川悦司が尊敬する人物に挙げている坂本龍馬や高杉晋作といった幕末期の偉人が多数登場する。